# Elisabeth Shue
Elisabeth Judson Shue (Wilmington, 6 de outubro de 1963) é uma atriz americana. Indicada ao Oscar de Melhor Atriz pelo filme Leaving Las Vegas.

## Biografia
Sua mãe, Anne Harms Wells, era uma bancária que trabalhou como vice-presidente do Chemical Banking. Seu pai, James Shue, é um advogado e colaborador de bens imobiliários. Também foi presidente da International Food and Beverage Corporation. Ativo dentro do partido republicano tentou, sem sucesso, concorrer ao Senado Americano, em Nova Jersey. Seu irmão mais novo, Andrew Shue, também é ator.

Shue cresceu no Condado de Bergen e no Condado de Essex, ambos condados de Nova Jersey. Seus pais se divorciaram ainda enquanto ela cursava a quarta série. Shue se graduou na Escola de Columbia, Condado de Maplewood, Nova Jersey, e cursou o Colégio de Wellesley e a Universidade de Harvard, da qual se retirou para seguir sua carreira de atriz. Ela retornou para Harvard em 2000 para terminar a graduação em Government. Shue entrou para a Parada da Fama da Escola de Columbia em 1994, junto com seu irmão, o ator Andrew Shue.